# Barnes Castle

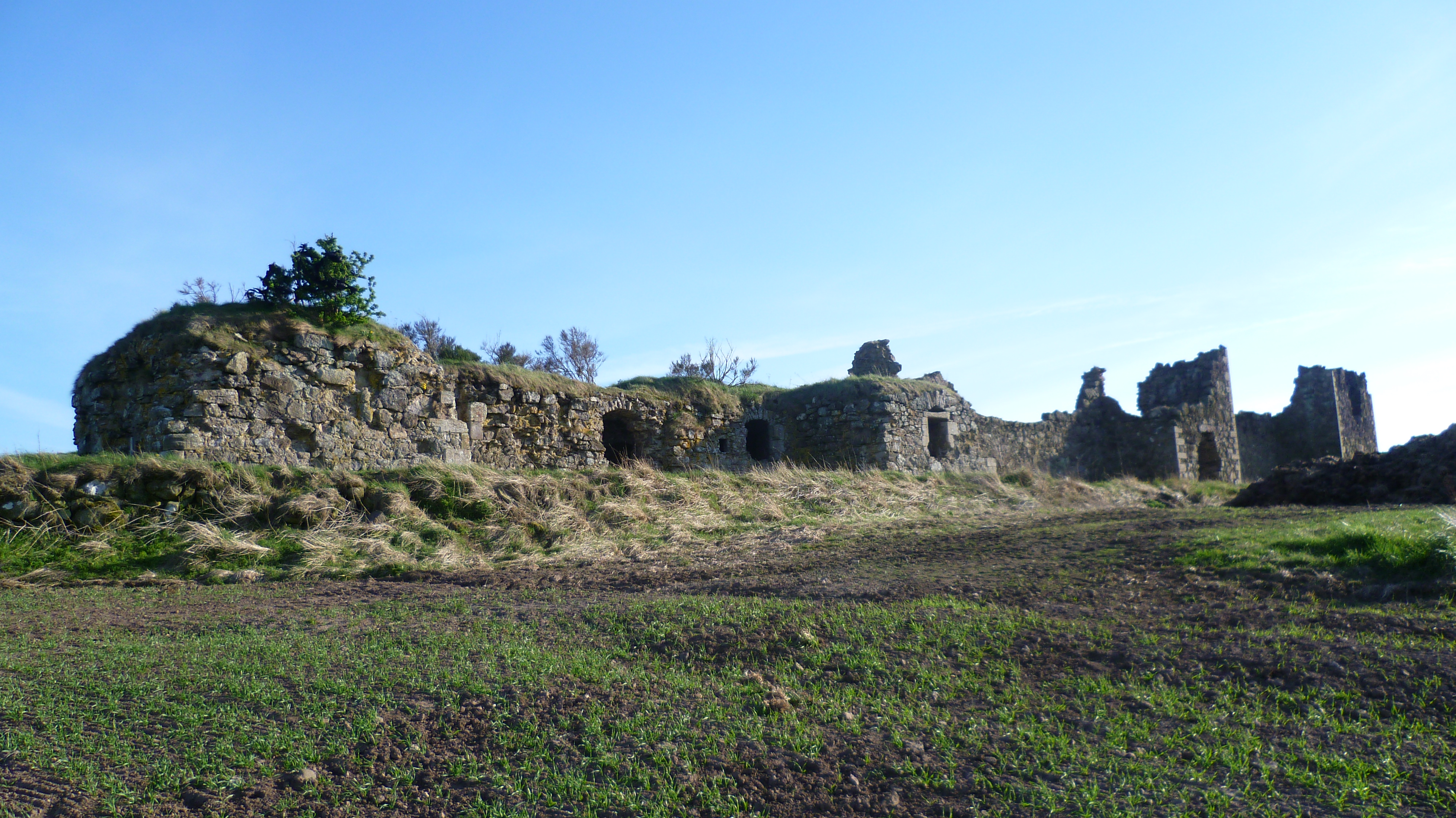
Überreste von Barnes Castle

Barnes Castle ist eine unfertige Burgruine an einem Hang der Garleton Hills etwa fünf Kilometer nordöstlich von Haddington und in der Nähe von Athelstaneford in der schottischen Council Area East Lothian. Die Überreste werden auch Barney Vaults genannt. Die Anlage ist als Scheduled Monument denkmalgeschützt. Bis 2015 war sie zusätzlich als Kategorie-B-Bauwerk geschützt.

## Geschichte
John Seton, Lord Barns, Diplomat am Hofe von König Philipp II. von Spanien, später Treasurer of the Household von König Jakob VI. von Schottland und Jakob I. von England und außerordentliches Mitglied des Court of Session, der 1594 verstarb, ließ mit dem Bau der Burg beginnen.

## Beschreibung
Die Anlage bedeckt eine Fläche von 49 Meter × 38 Meter. Die Gebäude sollten um einen Burghof herum angelegt werden. Für die damalige Zeit handelte es sich um einen modernen und symmetrischen Bau.
Es blieb aber bei einem gewölbten Kellergeschoss und vorwiegend niedrigen Grundmauern des Erdgeschosses. Die höchsten Mauerreste erreichen 4,3 Meter. An den vier Ecken sind Ecktürme angelegt; Zwischentürme sind nur rudimentär vorhanden, zwei an der Nordwestfassade und je einer an der Südost- und der Südwestfassade. Nur die beiden Türme im Nordwesten zeigen Ansätze eines Obergeschosses. Das Eingangstor war in der Mitte im südwestlichen Zwischenturm.
Die Mauern sind aus grobem Bruchstein erstellt. Die Ecksteine bestehen, soweit vorhanden, aus Werkstein, ebenso die Umrandungen der Schießscharten und Fenstergitter. Die Schießscharten gewähren Einblick in jeden Winkel der Außenmauer.